# 圆豆蟹
圆豆蟹（学名：Pinnotheres cyclinus）为豆蟹科豆蟹属的动物。分布于朝鲜、日本以及中国大陆的山东等地，生活环境为海水，一般与青蛤、有时与文蛤共栖。